# 英聯邦日
英聯邦日（英語：Commonwealth Day）是英聯邦的週年紀念日，定於每年3月的第二個星期一。當日英聯邦元首與英聯邦各國的代表會在英国伦敦西敏寺舉行慶典。
英聯邦日在英聯邦各國並非公眾假期，但英屬香港曾將這天定為學校假期，中小學放假一天。

## 外部鏈接
- 英聯邦日官方網站 （页面存档备份，存于）